# Потоцкий, Пётр (староста снятынский)
Пётр Потоцкий (1612—1648) — польский магнат, ротмистр войск коронных, староста снятынский (1642—1648).

## Биография
Представитель польского магнатского рода Потоцких герба «Пилява». старший сын воеводы брацлавского Стефана Потоцкого (1568—1631) и молдавской княжны Марии Амалии Могилянки (1591—1638). Младшие братья — каштелян каменецкий Павел Потоцкий и воевода брацлавский Януш Потоцкий. Шурин князя Януша Радзивилла.
На рубеже 1631—1632 года Пётр Потоцкий был отправлен на обучение в Западную Европу. Его сопровождал воспитатель, польский писатель и историк Шимон Старовольский. Посетил Лёвен и Антверпен. В октябре 1632 года он поступил в Падуанский университет, где 5 марта 1633 года был избран асессором от польской нации. В 1633 году Пётр Потоцкий участвовал в пышном въезде в Рим польской миссии под руководством Ежи Оссолинского. Вместе с посольством вернулся на родину. В 1634 году Пётр Потоцкий во главе собственной надворной хоругви находился в Подолии (в обозе польской армии под Зеленцами, Скалой и Каменцем), готовясь к возможной войне против турок-османов. В 1635 году во время приготовлений к войне против Швеции он в чине ротмистра компутовой гусарской хоругви находился в Пруссии. В 1641 году Пётр Потоцкий отправил драгун на подавление бунта в Могильницы и другие имения Якуба Понятовского. Воспользовавшись этим, получил от Якуба Понятовского долговые обязательства на 5500 злотых, которые затем последний обжаловал, назвав разбоем. Около 1642 года Пётр Потоцкий получил должность старосты снятынского. В 1643 году он вместе с женой основал в Снятыне доминиканский монастырь.
30 января 1644 года Пётр Потоцкий участвовал в разгроме польской армией крымско-татарской орды в битве под Охматовом. Во время сражения он вместе со своим кузеном, старостой каменецким Петром Потоцким, командовал кавалерийским полком их дяди. В 1645 году в качестве посла короля Владислава IV Вазы Петр Потоцкий находился в Яссах, где присутствовал на свадьбе литовского магната Януша Радзивилла и молдавской княжны Марии, дочери господаря Василия Лупу. Пётр Потоцкий считался соискателем руки её сестры Розанды Лупу.
В 1646 году мещане Снятына поднялись на акции протеста против ущемления старостой Петром Потоцким остатков вольностей. Снятынские мещане выслали делегацию к королю с жалобой на Петра Потоцкого и его подстаросту Марцина Кобылянского. Отказываясь платить налоги старосте, часть жителей переселилась на другой берег Прута, 5 августа 1646 года под руководством Василия Цинты заняли местную церковь. Ситуацию изменили молдавские драгуны Петра Потоцкого. После возвращения делегации в Снятын с королевской охранной грамотой от месте старосты на шесть месяцев повстанцы 2 ноября захватили город с ратушей. Было заключено соглашение, по которому вместо 1000 злотых на содержание гарнизона мещане будут освобождены от солдатских стаций. Петр Потоцкий с согласия короля (февраль 1647 года) передал имения снятынского староства во владение на четыре года Яну Левскому за 28 тысяч злотых.
Вместе с матерью, братьями Павлом и Яном Пётр Потоцкий приложил немало средств и усилий для строительства костела Рождества Пресвятой Девы Марии и первого мученика Святого Стефана в Золотом Потоке.
Пётр Потоцкий был женат на Евфрозине Станиславской, дочери каштеляна каменецкого Михаила-Ежи Станиславского (ум. 1668), от брака с которой не имел детей.